# Paul Camilleri (Radsportler)
Paul Camilleri (* 6. Januar 1934 in Birkirkara) ist ein ehemaliger maltesischer Radrennfahrer.

## Sportliche Laufbahn
Camilleri war Straßenradsportler und Teilnehmer der Olympischen Sommerspiele 1960 in Rom. Im olympischen Straßenrennen wurde er als 41. bester Fahrer der Mannschaft aus Malta. Im Mannschaftszeitfahren belegte Malta mit John Bugeja, Paul Camilleri und Joseph Polidano den 29. und damit vorletzten Platz.